# Виттман, Тревор
Тревор Виттман (род. 5 марта 1974, Денвер) — американский тренер по боксу и смешанным единоборствам; тренер Роуз Намаюнас.

## Тренировочная карьера
Вынужденный уйти из бокса после того, как ему поставили диагноз гиперинфляция легкого, Виттман перешел к тренировкам боксеров в столичном районе Денвера. Основал бойцовский клуб T's KO Fight Club в Уит-Ридж, штат Колорадо, в марте 1998 года. Бойцовский клуб  и создание учебного центра Grudge в Уит-Ридж в 2009 году. Грэдж переехал в Арваду, штат Колорадо, в 2013 году. Получив опыт работы и производства тренировочного оборудования для бойцов, Виттман в 2015 году основал ONX Sports, компанию по производству оборудования для боевых видов спорта. Чтобы привлечь больше внимания к ONX Sports, Виттман закрыл Grudge в ноябре 2016 года, хотя продолжает тренировать нескольких избранных бойцов, в том числе Роуз Намаюнас, Джастина Гэтжи и Камару Усмана.

## Личная жизнь
Виттман занимался борьбой в средней школе Берлина, после чего переехал в Нью-Джерси, затем в Колорадо, где посещал Колорадский институт искусств. Уиттман женился на Кристине в 2005 году, у него есть сын Терренс и дочь Марисса.

## Тренировались известные бойцы ММА
- Камару Усман
- Роуз Намаюнас
- Стипе Миочич
- Мэтт Митрион
- Рой Нельсон
- Тайлер Тонер
- Джеральд Харрис
- Пэт Бэрри
- Тайлер Стинсон
- Люк Каудильо
- Ти Джей Диллашоу
- Джеймс МакСвини
- Тодд Даффи
- Дональд Серроне
- Джон Мэдсен
- Нил Мэгни
- Джаред Хамман
- Эд Герман
- Джастин Салас
- Жорж Сен-Пьер
- Брэндон Тэтч
- Рашад Эванс
- Шейн Карвин
- Мелвин Гиллард
- Джастин Гэтжи
- Брэндон Гирц
- Нейт Марквардт
- Дуэйн Людвиг
- Коди Донован
- Элвин Робинсон
- Бобби Лэшли
- Кейт Джардин
- Пол Буэнтелло
- Джастин Рен
- Кевин Бернс
- Майк Вессел

## Тренированные боксеры
- Мануэль Перес
- Верно Филлипс
- Хуан Карлос Кандело
- ДеАндрей Аброн
- Гаррет Ратт
- ДаВаррил Уильямсон

## Награды
- World MMA Awards
  - 2017 Тренер года Шона Томпкинса[10]
  - 2019 — июль 2020 г. Тренер года Шона Томпкинса[11]
  - 2021 Тренер года Шона Томпкинса[12]
- MMAjunkie.com
  - Тренер года 2021[13]
- Yahoo! Sports
  - Тренер года 2021[14]